# غاريقون متباعد
غاريقون متباعد (الاسم العلمي: Agaricus semotus) هو نوع الفطريات يتبع جنس الغاريقون من الفصيلة الغاريقونية.